# Behchoko
Behchoko (tidigare Rae-Edzo) är ett samhälle i Northwest Territories i Kanada. Behchoko ligger vid Yellowknife Highway, vid det nordvästra hörnet av Stora slavsjön, cirka 80 kilometer nordväst om Yellowknife. En majoritet av invånarna är Tli cho-indianer. Orten hade 1 874 invånare 2016.